# Acsmithia pedunculata
Acsmithia pedunculata là một loài thực vật có hoa trong họ Cunoniaceae. Loài này được (Schltr.) Hoogland mô tả khoa học đầu tiên năm 1979.